# Divizia 2 Infanterie (1918-1920)
Divizia 2 Infanterie a fost o mare unitate de infanterie, de nivel tactic, din Armata României, care a participat la acțiunile militare postbelice, din perioada 1918-1920, fiind formată din Brigada 3 Infanterie , Brigada 4 Infanterie și Brigada 2 Artilerie :pp. 332-333

## Compunerea de luptă
În perioada campaniei din 1919, divizia a avut următoarea compunere de luptă::pp. 332-333
- Escadronul Dir.
- Brigada 3 Infanterie

- Regimentul 2 Infanterie  - comandant: locotenent-colonel Filip Abeg
- Regimentul 26 Infanterie  - comandant: locotenent-colonel C. Trifoescu

- Brigada 4 Infanterie

- Regimentul 3 Infanterie  - comandant: locotenent-colonel Petre Bucică
- Regimentul 19 Infanterie  - comandant: locotenent-colonel Scarlat Petri

- Brigada 2 Artilerie

- Regimentul 9 Artilerie  - comandant: colonel Toma Popescu
- Regimentul 14 Obuziere  - comandant: colonel Pompiliu Paplica

## Participarea la operații

### Campania anului 1919
În cadrul acțiunilor militare postbelice,  Divizia 2 Infanterie a participat la acțiunile militare din cadrul operației ofensive la vest de Tisa. Aceasta a fost transportată în Transilvania în timpul bătăliei de pe Tisa alături de  
Divizia 7 Infanterie și Regimentul 7 Vânători luând parte la operațiunile dintre Dunăre și Tisa, până la ocuparea Budapestei. Divizia 2 Infanterie a început trecerea în Banat în ziua de 21 iulie, pe linia Vârciorova-Lugoj fiind dirijată spre Arad unde a și rămas concentrată.:pp. 332-333:pp. 246-248

## Comandanți
- General Ioan Jitianu